# Sitanggor
Sitanggor is een bestuurslaag in het regentschap Tapanuli Utara van de provincie Noord-Sumatra, Indonesië. Sitanggor telt 828 inwoners (volkstelling 2010).